# Keroplatus terminalis
Keroplatus terminalis är en tvåvingeart som beskrevs av Daniel William Coquillett 1905. Keroplatus terminalis ingår i släktet Keroplatus och familjen platthornsmyggor. Inga underarter finns listade i Catalogue of Life.